# Владимир (Кобец)
Архиепископ Владимир (в миру Константин Дамианович Кобец; 2 июня 1884, Мошорино, Херсонская губерния — 24 января 1960, Псково-Печерский монастырь, Псковская область) — архиерей Русской православной церкви, архиепископ Житомирский и Овручский.

## Биография
Родился в крестьянской семье. В 1900 году окончил 2-классное церковное училище в родном селе.
В 1905 году поступил в Киево-Печерскую лавру, где нёс клиросное послушание.
В 1915 году был призван на фронт в качестве санитара военно-полевого госпиталя. После демобилизации в 1920 году вернулся в лавру.
27 июня 1921 года пострижен в монашество, 10 июля управляющим Киевской епархией епископом Черкасским Назарием (Блиновым) рукоположён во диакона, 26 сентября епископом Черкасским Николаем (Браиловским) — во иерея.
В 1926 году награждён наперсным крестом.
В 1931 году переведён в клир Успенского подворья Киево-Печерской лавры в Ленинграде.
10 мая 1932 года епископом Кимрским Николаем (Муравьёвым-Уральским) возведён в сан архимандрита.
В 1933 году назначен настоятелем подворья, после закрытия которого в 1935 году служил сначала в Духовской церкви бывшей Александро-Невской лавры, с февраля 1935 по 8 октябрь 1936 года — в церкви во имя святых Симеона и Анны.
С октября 1936 года — клирик ленинградского Князь-Владимирского собора. Во время «Большого террора» 1937—1938 годов уходил за штат; «с 11 февраля 1939 — на службе».
14 января 1940 года уволен за штат, 25 июня назначен настоятелем церкви праведного Иова на Волковом кладбище.
С 14 декабря 1940 по декабрь 1945 года вновь служил в Князь-Владимирском соборе.
В годы блокады Ленинграда активно участвовал в сборе средств в фонд обороны, состоял бойцом группы противовоздушной обороны.
С 30 сентября 1942 по октябрь 1944 года исполнял обязанности настоятеля Князь-Владимирской церкви в посёлке Лисий Нос.
11 октября 1943 года награждён медалью «За оборону Ленинграда».
В 1945 году архимандриту Владимиру определено быть епископом Ульяновским, но ввиду своего болезненного состояния он отказался от назначения.
В марте 1946 года по поручению митрополита Ленинградского Григория ездил в Пюхтицкий монастырь, где постриг в мантию 10 послушниц. Их пострижение должно было состояться ещё в 1940 году, но было отложено из-за войны.
В августе 1946 года переведён во вновь открытую Троице-Сергиеву лавру на должность казначея. Согласно Журналу Московской Патриархии, «после войны архимандрит Владимир (в 1946 г.) исполнял должность Наместника Троице-Сергиевой Лавры» — вероятно, в период передачи дел от первого её наместника Гурия (Егорова) к наместнику Иоанну (Разумову).
С 27 июня 1947 года — наместник Псково-Печерского монастыря. Стараниями архимандрита Владимира за короткий срок в обители были проведены восстановительные работы, нормализована иноческая жизнь по общежительному уставу. 27 февраля 1948 года архимандриту Владимиру определено быть епископом Порховским, викарием Псковской епархии, с утверждением в должности настоятеля Псково-Печерского монастыря.
6 марта 1948 года в Никольском соборе Ленинграда было совершено наречение во епископа Порховского, викария Псковской епархии.
7 марта 1948 года в Никольском соборе Ленинграда хиротонисан во епископа Порховского, викария Псковской епархии. Хиротонию совершали патриарх Московский и всея Руси Алексий I, митрополит Ленинградский и Новгородский Григорий (Чуков) и епископ Лужский, викарий Ленинградской епархии Симеон (Бычков). После хиротонии вступил в должность настоятеля Псково-Печерского монастыря.
С 20 августа 1949 года в связи с назначением на Псковскую и Порховскую кафедру епископа Иустина (Мальцева) стал именоваться епископом Изборским.
30 декабря 1949 года назначен начальником Русской духовной миссии в Иерусалиме и полномочным представителем Московской патриархии в Палестине с сохранением титула «епископ Изборский». Приводил в порядок имущество миссии. Провёл капитальный ремонт зданий миссии и храмов в Горненском женском монастыре и в других владениях миссии в Яффе и Магдале. 5 октября 1951 года вернулся в СССР.
27 декабря 1951 года освобождён от должности начальника миссии в Палестине согласно прошению и назначен епископом Житомирским и Овручским. Уделял особое внимание хозяйственной деятельности и реставрации храмов, в частности, кафедрального Преображенского собора Житомира и древнего собора овручского Волынского Васильевского монастыря.
20 апреля 1954 года награждён саном архиепископа.
23 июля 1956 года уволен на покой по болезни, согласно прошению. Жил в Ленинграде, содействовал реставрации Троицкого собора Александро-Невской лавры, начавшейся в 1956 году.
С 1957 года находился в Псково-Печерском монастыре.
Скончался 24 января 1960 года в Псково-Печерском монастыре. Отпевание совершил епископ Псковский и Порховский Иоанн (Разумов). Погребён в пещерах монастыря.